# Henri Bosc
Pour les articles homonymes, voir Bosc.
Henri Bosc, né Henri Marie Joseph Danviolet à Perpignan (Pyrénées-Orientales) le 18 août 1884 et mort le 25 avril 1967 à Neuilly-sur-Seine (Hauts-de-Seine), est un acteur de théâtre et du cinéma français.

## Biographie
Il est l'époux de la comédienne Cécile Guyon, avec laquelle il a une fille, la comédienne Denise Bosc. Le père de son épouse Cécile Guyon est le comédien Alexandre Guyon fils et le grand-père de celle-ci, Alexandre Guyon père,  est également comédien. 
Il est inhumé au cimetière nouveau de Neuilly-sur-Seine.

## Filmographie partielle
- 1910 : L'Honneur (ou Pour l'honneur) d'Albert Capellani
- 1910 : L'Évadé des Tuileries (ou Une Journée de la Révolution) d'Albert Capellani
- 1910 : Rigadin rapin de Georges Monca
- 1911 : Boubouroche de Georges Monca
- 1912 : Rigadin nègre malgré lui de Georges Monca
- 1913 :  La Dame de Monsoreau d'Émile Chautard
- 1913 : Le Bon Juge de Charles Prince
- 1913 : Rigadin ressemble au ministre de Georges Monca
- 1914 : Vénus enlevée par Rigadin de Georges Monca
- 1914 : Rigadin reçoit deux jeunes mariés de Georges Monca
- 1914 : La Douleur d'aimer de Georges Denola
- 1915 : En famille de Georges Monca
- 1915 : La Goualeuse d'Alexandre Devarennes et Georges Monca
- 1915 : Le Malheur qui passe de Georges Monca
- 1916 : Beauté fatale d'André Hugon
- 1916 : Le Coffre-fort de Georges Denola
- 1917 : Le Bonheur qui revient d'André Hugon
- 1917 : 48, avenue de l'Opéra de Georges Denola et Dominique Bernard-Deschamps
- 1918 : Le Délai de Jacques de Baroncelli : Louis Breslet
- 1918 : La Route du devoir de Georges Monca : Jacques Mornang
- 1921 : L'Essor de Charles Burguet
- 1921 : Le Sept de trèfle de René Navarre
- 1929 : La Maison au soleil de Gaston Roudès
- 1930 : La Douceur d'aimer de René Hervil
- 1933 : Adieu les beaux jours de Johannes Meyer et André Beucler
- 1933 : Un homme heureux d'Antonin Bideau : Michel
- 1933 : Roger la Honte de Gaston Roudès
- 1933 : L'Assommoir de Gaston Roudès
- 1934 : Vers l'abîme de Hans Steinhoff et Serge Véber
- 1936 : Mayerling d'Anatole Litvak
- 1937 : François Ier de Christian-Jaque
- 1937 : La Danseuse rouge ou La Chèvre aux pieds d'or de Jean-Paul Paulin
- 1938 : La Rue sans joie d'André Hugon
- 1938 : Hôtel du Nord de Marcel Carné
- 1939 : Vidocq de Jacques Daroy
- 1940 : De Mayerling à Sarajevo de Max Ophüls
- 1943 : Le comte de Monte-Cristo de Robert Vernay : le comte Fernand de Morcerf
- 1948 : La Nuit blanche de Richard Pottier
- 1948 : L'assassin est à l'écoute de Raoul André
- 1952 : Le Huitième Art et la Manière de Maurice Régamey
- 1956 : Si Paris nous était conté de Sacha Guitry

## Théâtre
- 1924 : Si je voulais ! de Paul Géraldy et Robert Spitzer[3], Théâtre Daunou
- 1925 : Un homme léger de Maurice Donnay, mise en scène Camille Choisy, Théâtre de l'Étoile
- 1940 : Le Bossu de Paul Féval et Auguste Anicet-Bourgeois, mise en scène Robert Ancelin, Théâtre de la Porte-Saint-Martin
- 1941 : Le Maître de forges de Georges Ohnet, mise en scène Robert Ancelin, Théâtre de la Porte-Saint-Martin
- 1941 : Les Deux Orphelines d'Adolphe d'Ennery et Eugène Cormon, mise en scène Robert Ancelin, Théâtre de la Porte-Saint-Martin
- 1941 : Les Deux Gosses de Pierre Decourcelle, mise en scène Robert Ancelin, Théâtre de la Porte-Saint-Martin
- 1942 : Occupe-toi d'Amélie de Georges Feydeau, mise en scène Robert Ancelin, Théâtre de la Porte-Saint-Martin
- 1949 : L'Amant de Bornéo de Roger Ferdinand et José Germain, Théâtre Daunou